# Landhockey vid olympiska sommarspelen 2008
Turneringen i landhockey vid olympiska sommarspelen 2008 spelades mellan den 10 augusti 2008 och 23 augusti 2008 på Landhockeystadion i Olympiaparken, Peking. Lagindelning och regler var samma för damer och herrar: de tolv lagen delades in i två grupper om sex lag, där alla lag mötte alla lag i sin egen grupp en gång. De två lag som placerade sig bäst i varje grupp gick vidare till semifinaler som spelas den 21 augusti. De övriga lagen gick till placeringsrundor som spelades 21 och 23 augusti. För varje vinst tilldelades tre poäng och för en oavgjord en poäng.

## Medaljfördelning
| Event                           | Guld | Silver | Brons |
| Herrarnas turnering Detaljer... | Tyskland Philip Witte Maximilian Müller Sebastian Biederlack Carlos Nevado Moritz Fürste Jan-Marco Montag Tobias Hauke Tibor Weissenborn Benjamin Wess Niklas Meinert Timo Wess Oliver Korn Christopher Zeller Max Weinhold Matthias Witthaus Florian Keller Philipp Zeller | Spanien Francisco Cortes Santiago Freixa Francisco Fábregas Victor Sojo Alex Fabregas Pablo Amat Eduardo Tubau Roc Oliva Juan Fernandez Ramon Alegre Xavier Ribas Albert Sala Rodrigo Garza Sergi Enrique Eduard Arbos David Alegre | Australien Jamie Dwyer Liam de Young Rob Hammond Mark Knowles Eddie Ockenden David Guest Luke Doerner Grant Schubert Bevan George Andre Smith Stephen Lambert Eli Matheson Matthew Wells Travis Brooks Kiel Brown Fergus Kavanagh Des Abbott                                        |
| Damernas turnering Detaljer...  | Nederländerna Maartje Goderie Maartje Paumen Naomi van As Minke Smeets Marilyn Agliotti Minke Booij Wieke Dijkstra Sophie Polkamp Ellen Hoog Lidewij Welten Lisanne de Roever Miek van Geenhuizen Eva de Goede Janneke Schopman Eefke Mulder Fatima Moreira de Melo         | Kina Ren Ye Zhang Yimeng Gao Lihua Chen Qiuqi Zhao Yudiao Li Hongxia Cheng Hui Tang Chunling Zhou Wanfeng Ma Yibo Fu Baorong Pan Fengzhen Huang Junxia Song Qingling Li Shuang Chen Zhaoxia                                         | Argentina Paola Vukojicic Belén Succi Magdalena Aicega Mercedes Margalot Mariana Rossi Noel Barrionuevo Giselle Kañevsky Claudia Burkart Luciana Aymar Mariné Russo Mariana González Oliva Soledad García Alejandra Gulla María de la Paz Hernández Carla Rebecchi Rosario Luchetti |

## Medaljtabell
| Pl. | Nation        | Guld | Silver | Brons | Totalt |
| --- | ------------- | ---- | ------ | ----- | ------ |
| 1   | Tyskland      | 1    | 0      | 0     | 1      |
| 1   | Nederländerna | 1    | 0      | 0     | 1      |
| 3   | Spanien       | 0    | 1      | 0     | 1      |
| 3   | Kina          | 0    | 1      | 0     | 1      |
| 5   | Australien    | 0    | 0      | 1     | 1      |
| 5   | Argentina     | 0    | 0      | 1     | 1      |

## Grupper

### Herrar
Damernas turnering innehöll tolv lag i två grupper.
| Grupp A: - Belgien - Kina - Tyskland - Sydkorea - Nya Zeeland - Spanien | Grupp B: - Australien - Kanada - Storbritannien - Nederländerna - Pakistan - Sydafrika |

Då alla lagen mött varandra gick de två bäst placerade vidare till semifinalerna.

### Damer
Damernas turnering innehöll tolv lag i två grupper.
| Grupp A: - Australien - Kina - Sydkorea - Nederländerna - Sydafrika - Spanien | Grupp B: - Argentina - Tyskland - Storbritannien - Japan - Nya Zeeland - USA |

Då alla lagen mött varandra gick de två bäst placerade vidare till semifinalerna.

## Herrar

### Grupp A
| Nr | Land        | SM | V | O | F | GM | IM | Poäng |
| -- | ----------- | -- | - | - | - | -- | -- | ----- |
| 1  | Spanien     | 5  | 4 | 0 | 1 | 9  | 5  | 12    |
| 2  | Tyskland    | 5  | 3 | 2 | 0 | 12 | 6  | 11    |
| 3  | Sydkorea    | 5  | 2 | 1 | 2 | 13 | 11 | 7     |
| 4  | Nya Zeeland | 5  | 2 | 1 | 2 | 10 | 9  | 7     |
| 5  | Belgien     | 5  | 1 | 1 | 3 | 9  | 13 | 4     |
| 6  | Kina        | 5  | 0 | 1 | 4 | 7  | 16 | 1     |

### Grupp B
| Nr | Land           | SM | V | O | F | GM | IM | Poäng |
| -- | -------------- | -- | - | - | - | -- | -- | ----- |
| 1  | Nederländerna  | 5  | 4 | 1 | 0 | 16 | 6  | 13    |
| 2  | Australien     | 5  | 3 | 2 | 0 | 24 | 7  | 11    |
| 3  | Storbritannien | 5  | 2 | 2 | 1 | 10 | 7  | 8     |
| 4  | Pakistan       | 5  | 2 | 0 | 3 | 11 | 13 | 6     |
| 5  | Kanada         | 5  | 1 | 1 | 3 | 10 | 17 | 4     |
| 6  | Sydafrika      | 5  | 0 | 0 | 5 | 4  | 25 | 0     |

## Damer

### Grupp A
| Nr | Land          | SM | V | O | F | GM | IM | Poäng |
| -- | ------------- | -- | - | - | - | -- | -- | ----- |
| 1  | Nederländerna | 5  | 5 | 0 | 0 | 14 | 3  | 15    |
| 2  | Kina          | 5  | 3 | 1 | 1 | 14 | 4  | 10    |
| 3  | Australien    | 5  | 3 | 1 | 1 | 17 | 9  | 10    |
| 4  | Spanien       | 5  | 2 | 0 | 3 | 4  | 12 | 6     |
| 5  | Sydkorea      | 5  | 1 | 0 | 4 | 13 | 18 | 3     |
| 6  | Sydafrika     | 5  | 0 | 0 | 5 | 2  | 18 | 0     |

### Grupp B
| Nr | Land           | SM | V | O | F | GM | IM | Poäng |
| -- | -------------- | -- | - | - | - | -- | -- | ----- |
| 1  | Tyskland       | 5  | 4 | 0 | 1 | 12 | 8  | 12    |
| 2  | Argentina      | 5  | 3 | 2 | 0 | 13 | 7  | 11    |
| 3  | Storbritannien | 5  | 2 | 2 | 1 | 7  | 9  | 8     |
| 4  | USA            | 5  | 1 | 3 | 1 | 9  | 8  | 6     |
| 5  | Japan          | 5  | 1 | 1 | 3 | 5  | 7  | 4     |
| 6  | Nya Zeeland    | 5  | 0 | 0 | 5 | 6  | 13 | 0     |